# 360 Degrees of Billy Paul
360 Degrees of Billy Paul è un album del cantante soul Billy Paul, pubblicato dalla Philadelphia International Records nel 1972. È stato prodotto da Kenny Gamble e Leon Huff e arrangiato da Bobby Martin, Lenny Pakula e Norman Harris. Il disco include il singolo Me and Mrs. Jones che nel dicembre 1972 raggiunse il primo posto nella hit parade USA Billboard Hot 100, mantenendolo per tre settimane. Nel 2012 l'album è stato ampliato con 3 bonus tracks, nuove note di copertina di Andy Kellman e nuove citazioni di Billy Paul.

## Tracce
1. "Brown Baby" - (Kenny Gamble, Leon Huff) - 4:41
2. "I'm Just a Prisoner" - (Kenny Gamble, Phil Hurtt, Bunny Sigler) - 8:05
3. "It's Too Late" - (Carole King, Toni Stern) - 4:39
4. "Me and Mrs. Jones" - (Kenny Gamble, Leon Huff), Cary Gilbert) - 4:52
5. "Am I Black Enough for You?" - (Kenny Gamble, Leon Huff) - 5:22
6. "Let's Stay Together" - (Al Green, Al Jackson Jr., Willie Mitchell) - 6:31
7. "Your Song" - (Elton John, Bernie Taupin) - 6:36
8. "I'm Gonna Make It This Time" - (Jean Lang, Bunny Sigler) - 4:28

2012 CD bonus tracks
1. Me and Mrs. Jones" (Single Version) - 4:45
2. "Am I Black Enough for You?" (Single Version) - 3:19
3. "Me and Mrs. Jones" (Versione dal vivo – dall'album Live in Europe) - 9:04

## Musicisti
- Billy Paul - voce
- Bobby Eli, Bunny Sigler, David Bay, Norman Harris, Roland Chambers - chitarra
- Eddie Green, Leon Huff - Pianoforte
- Vincent Montana - Vibrafono
- Anthony Jackson, Ron Baker - Basso
- Earl Young, Norman Farrington - batteria
- Don Renaldo - Horns, strings
- Larry Washington - Congas
- Lenny Pakula - Organo
- Carla Benson, Evette Benton, Barbara Ingram - coro

Arrangiamenti
Bobby Martin, Lenny Pakula e Norman Harris